# Discografia de Giulia Be
A discografia de Giulia Be, uma cantora e compositora brasileira consiste em 1 extended play (EP), 17 singles (incluindo 3 como artista convidada), 1 single promocional e 11 vídeos musicais.

## Álbuns
| Título       | Detalhes                                                                                         | Posições nas paradas | Certificações |
| Título       | Detalhes                                                                                         | POR                  | Certificações |
| ------------ | ------------------------------------------------------------------------------------------------ | -------------------- | ------------- |
| Disco Voador | - Lançamento: 22 de novembro de 2022 - Gravadora: Warner - Formatos: Download digital, streaming |                      |               |

## Extended plays(EPs)
| Título | Detalhes                                                                                     | Posições nas paradas | Certificações     |
| Título | Detalhes                                                                                     | POR                  | Certificações     |
| ------ | -------------------------------------------------------------------------------------------- | -------------------- | ----------------- |
| Solta  | - Lançamento: 15 de maio de 2020 - Gravadora: Warner - Formatos: Download digital, streaming | 47                   | - PMB: 2x Platina |

## Singles

### Como artista principal
| 2018                                                                           | "With You" (com Zerb)                                                         | —  | — | —  | —  | —  |                                      | Não adicionado à nenhum álbum |
| 2019                                                                           | "Too Bad"                                                                     | —  | — | —  | —  | —  | - PMB: 2x Platina                    | Não adicionado à nenhum álbum |
| 2019                                                                           | "Chega"                                                                       | —  | — | —  | —  | —  | - PMB: Ouro                          | Não adicionado à nenhum álbum |
| 2019                                                                           | "Menina Solta" / "Chiquita Suelta"                                            | 10 | 6 | 44 | 11 | 1  | - PMB: 3x Diamante - AFP: 5× Platina | Solta                         |
| 2019                                                                           | "Cobertor" (Remix) (com Projota e Vitão)                                      | —  | — | —  | —  | —  |                                      | Não adicionado à nenhum álbum |
| 2020                                                                           | "(Não) Era Amor"                                                              | 40 | — | —  | —  | 73 | - PMB: Diamante - AFP: Platina       | Solta                         |
| 2020                                                                           | "Se Essa Vida Fosse um Filme"                                                 | 12 | — | —  | —  | 36 | - PMB: Diamante - AFP: Ouro          | Solta                         |
| 2020                                                                           | "Recaída"                                                                     | —  | — | —  | —  | —  | - PMB: Platina                       | Solta                         |
| 2020                                                                           | "Inolvidable" / "Inesquecível" (solo ou versão em português com Luan Santana) | 37 | 4 | —  | —  | 3  | - PMB: 2x Platina - AFP: 3× Platina  | Disco Voador (Deluxe)         |
| 2020                                                                           | "Eu Me Amo Mais"                                                              | —  | — | —  | —  | —  | - PMB: Platina                       | Solta                         |
| 2021                                                                           | "Vamos Com Tudo" (com David Carreira e Ludmilla com part. de Preto Show)      | —  | — | —  | —  | 9  |                                      | Não adicionado à nenhum álbum |
| 2021                                                                           | "Lokko"                                                                       | 78 | — | —  | —  | —  | - PMB: Ouro                          | Disco Voador                  |
| 2021                                                                           | "Pessoa Certa Hora Errada"                                                    | —  | — | —  | —  | 10 | - PMB: Platina - AFP: Platina        | Disco Voador                  |
| 2021                                                                           | "Show"                                                                        | —  | — | —  | —  | —  |                                      | Disco Voador                  |
| 2022                                                                           | "2 Palabras"                                                                  | —  | — | —  | —  | —  |                                      | Disco Voador                  |
| 2022                                                                           | "FBI"                                                                         | —  | — | —  | —  | —  |                                      | Disco Voador                  |
| 2022                                                                           | "Desficava"                                                                   | —  | — | —  | —  | —  |                                      | Disco Voador                  |
| 2022                                                                           | "Depois do Universo" / "Beyond the Universe"                                  | —  | — | —  | —  | 67 |                                      | Disco Voador (Deluxe)         |
| 2023                                                                           | "Perfeita"                                                                    | —  | — | —  | —  | —  |                                      | Disco Voador (Deluxe)         |
| "—" denota canções que não entraram nas paradas ou não foram lançados no país. |                                                                               |    |   |    |    |    |                                      |                               |

### Como artista convidada
| Ano  | Canção | Álbum                         |
| ---- | --- | ----------------------------- |
| 2019 | "Hold On" (Dux com part. de Giulia Be)                                                                             | Não adicionado à nenhum álbum |
| 2020 | "17" (Pink Sweat$ com part. de Giulia Be)                                                                          | 17 Duets                      |
| 2020 | "Esta Navidad" (Mijares com part. de Giulia Be, Joy, Manuel Medrano, Natalia Oreiro, Raquel Sofia e Vanesa Martín) | ¡Feliz Navidad!               |

### Singlespromocionais
| Ano  | Canção                                  | Álbum                         |
| ---- | --------------------------------------- | ----------------------------- |
| 2021 | "Te Sigo Somando" (com Simaria e Malía) | Não adicionado à nenhum álbum |

## Vídeos musicais
| Ano                    | Titulo                        | Outro(s) artista(s)    | Diretor(es)                        | Ref.                   |
| Como artista principal | Como artista principal        | Como artista principal | Como artista principal             | Como artista principal |
| ---------------------- | ----------------------------- | ---------------------- | ---------------------------------- | ---------------------- |
| 2019                   | "Too Bad"                     | Nenhum                 | Brendo Garcia, Adriano Gonfiantini | [ 19 ]                 |
| 2019                   | "Menina Solta"                | Nenhum                 | Harley Alves                       | [ 20 ]                 |
| 2020                   | "(Não) Era Amor"              | Nenhum                 | Pedro Tófani, Fernando Hideki      | [ 21 ]                 |
| 2020                   | "Se Essa Vida Fosse um Filme" | Nenhum                 | Desconhecido                       | [ 22 ]                 |
| 2020                   | "Recaída"                     | Nenhum                 | Fernando Moraes                    | [ 23 ]                 |
| 2020                   | "Inolvidable"                 | Nenhum                 | Pedro Tófani, Malu Alves           | [ 24 ]                 |
| 2020                   | "Inesquecível"                | Luan Santana           | Pedro Tófani, Malu Alves           | [ 25 ]                 |
| 2020                   | "Eu Me Amo Mais"              | Nenhum                 | Mario                              | [ 26 ]                 |
| 2021                   | "Lokko"                       | Nenhum                 | Bruno Ilogti                       | [ 27 ]                 |
| 2021                   | "Pessoa Certa Hora Errada"    | Nenhum                 | Giulia Be                          | [ 28 ]                 |
| 2021                   | "Show"                        | Nenhum                 | Giulia Be, Ygor de Oliveira        | [ 29 ]                 |
| 2022                   | "2 Palabras"                  | Nenhum                 | Harold Jimenez                     | [ 30 ]                 |
| 2022                   | "FBI"                         | Nenhum                 | Giovanni Bianco                    | [ 31 ]                 |
| 2022                   | "Desficava"                   | Nenhum                 | Felipe Gomes, Gabi Lisboa          | [ 32 ]                 |
| 2022                   | "Depois do Universo"          | Nenhum                 | Desconhecido                       | [ 33 ]                 |
| 2022                   | "Brasil Tá Em Festa!"         | Nenhum                 | Giulia Be                          | [ 34 ]                 |
| 2023                   | "Matching Tattoo"             | Nenhum                 | Harley Alves                       | [ 35 ]                 |
| 2023                   | "Perfeita"                    | Nenhum                 | Harley Alves                       | [ 36 ]                 |
| 2023                   | "Fique Bem!"                  | Papatinho              | Cauã Csik                          | [ 37 ]                 |